# Truth Social
Truth Social (també anomenat com TRUTH Social) és una plataforma de mitjans de comunicació social anunciada per ser llançat per Trump Media & Technology Group (TMTG). Tingué un llançament limitat per Apple App Store el novembre de 2021, amb un llançament públic previst pel 2022. En realitat la xarxa social és una instància de Mastodon però sense acreditar-ne el codi font original.

## Rerefons
L'expresident dels Estats Units Donald Trump va despertar expectatives quan anuncià que volia construir una plataforma de mitjans de comunicació social nova després que fossin prohibits els seus perfils a Facebook i Twitter l'any 2021, just després de l'assalt al Capitoli dels Estats Units de 2021.

## Història
El 20 d'octubre de 2021, Trump explicà als mitjans de comunicació que Trump Media & Technology Group presentaria una nova plataforma, la qual estaria en fase beta el novembre de 2021. Hores més tard, es va filtrar una adreça URL a través de diversos llocs web que permetia donar d'alta usuaris i utilitzar la plataforma. Els usuaris van començar a fer el trol en el lloc web, creant comptes de paròdia, i publicant contingut humorístic i còmic. L'adreça temps després seria desactivada.
L'anunci de la plataforma de mitjans de comunicació social seguiria al llarg d'aquell 20 d'octubre de 2021, amb la fusió de Trump Media & Technology Group i Digital World Acquisition Corp amb el propòsit de reforçar-ne el llançament de la xarxa social de Trump. La fusió valoraria el the Trump Media & Technology Group en 875 milions de dòlars el dia 21 d'octubre de 2021. Així el 21 d'octubre de 2021, les participacions de Digital World Acquisition Corporation ascendirien un 400% just després de l'anunci de Truth Social. La compravenda d'estoc de l'empresa va ser aturada múltiples vegades a causa de la seva volatilitat.
Les adquisicions de companyies per un interès concret s’estructuren de manera que primer venen accions al públic i després recapten fons d’inversors per adquirir posteriorment una empresa privada, la identitat de la qual no pot ser coneguda pels inversors per endavant. Alguns inversors es van sorprendre en saber que els seus diners d’inversió s’utilitzaven per finançar una empresa de Trump. Aquestes adquisicions han tingut una reputació dubtosa des de fa molt de temps, ja que poden donar accés a les empreses a mercats públics que d’una altra manera serien difícils, a causa d’un historial deficient o inexistent.

## Condicions de servei
Quan l'empresa va ser anunciada l'octubre de 2021, l'empresa va dir, a les seves condicions de servei, ⁣ que no seria legalment responsable del "contingut, precisió, ofenses, opinions o fiabilitat" de qualsevol cosa que els usuaris poguessin publicar al lloc. Alguns comentaristes van notar que aquesta auto-immunitat es basava en la Secció 230 de la Llei de Decència de Comunicacions, una llei a la qual Trump es va oposar fermament durant la seva presidència.
Les condicions del servei afegeixen, a més, que els usuaris tindrien prohibit "menysprear, embrutar o perjudicar, segons la nostra opinió, a nosaltres i/o al lloc". Truth Social va dir que té dret a "suspendre o cancel·lar el teu compte" i també "emprendre les accions legals corresponents".

## Empresa i finances
El 20 d'octubre de 2021, l'special-purpose acquisition company (SPAC) Digital World Acquisition Corp (DWAC) va anunciar una fusió amb Trump Media & Technology Group. La fusió va valorar el Trump Media & Technology Group en 875 milions de dòlars, el 21 d'octubre de 2021.El 21 d'octubre de 2021, les accions de DWAC van augmentar un 400%, de 10 a 45,50 dòlars, després de l'anunci de Truth Social. L'endemà, el preu de les accions va augmentar en un factor addicional de dos. El comerç de les accions de la companyia es va aturar diverses vegades a causa de la seva volatilitat. La pujada del preu de les accions es va considerar similar a la pressió curta de GameStop a principis d'aquest any. Els SPAC s'estructuren de manera que primer venen accions al públic i després recapten fons d'inversors per adquirir posteriorment una empresa privada, la identitat de la qual no poden conèixer per endavant els inversors. Alguns inversors es van sorprendre en saber que els seus diners d'inversió s'estaven utilitzant per finançar una empresa de Trump. Els SPAC han tingut des de fa temps una reputació qüestionable perquè poden donar a les empreses accés a mercats públics que d'altra manera seria difícil, a causa d'un historial pobre o inexistent.
L'empresa va sol·licitar marques comercials amb el nom "Truth Social" i altres termes com "truthing", "retruth" i "publicar una veritat".

## Tecnologia
Truth Social utilitza una versió del codi lliure del servei de xarxa social Mastodon, el qual és típicament utilitzat per connectar una constel·lació àmplia de pàgines web i xarxes socials coneguda com a Fediverse. Tanmateix, la veritat Truth Social en fa una versió on s'han eliminat certes característiques, com les enquestes o la possibilitat de configurar la visibilitat de les publicacions. El codi font de Mastodon està publicat sota llicència AGPLv3, la qual requereix que es publiqui el codi derivat i es faci disponible. Però Truth Social en canvi, manté el seu codi amb llicència restrictiva i propietària, afirmant que en són propietaris, fet que segons Eugen Rochko el fundador i desenvolupador de Mastodon "seria un problema, ja que suposaria una violació de la llicència original".
El disseny visual i funcional de la plataforma està fortament inspirada en Twitter. Els usuaris poden fer publicacions (anomenades "Truths") i compartir les publicacions d'altres usuaris ("Re-Truths"). La plataforma també presenta un agregador, anomenat "Truth Feed", així com un sistema de notificació.

## Recepció
El periodista de la BBC James Clayton va declarar que la plataforma podria ser una versió més exitosa que d'altres fetes en noves tecnologies i plataformes com Parler i Gab, i que seria un bon intent de Trump per obtenir un "megàfon" propi com havia tingut abans amb altres xarxes socials. Chris Cillizza de la CNN va escriure que la plataforma però estava condemnada a fallar.
The Irish Times va destacar la semblança entre el nom de Truth Social (en català "la veritat social") i el diari rus Pravda (en català "la veritat"), que havia sigut l'antic diari oficial del Partit Comunista de la Unió soviètica. Noè Berlatsky escrigué a The Independent que la nova xarxa social de Trump podria ser una amenaça potencial contra la democràcia.
Rolling Stone va observar que tot i que Truth Social prometia ser una xarxa social i plataforma oberta i lliure, en realitat als seus termes de servei incloïa una clàusula que declarava que els usuaris no podien menysprear el mateix lloc web.
El CEO de Gettr Jason Miller, exassessor de Trump, va elogiar Truth Social, i digué que Truth Social causaria "encara més pèrdues de mercat" a Facebook i Twitter per "perdre encara més participació de mercat".